# Antoinette Bower
Antoinette Bower es una actriz británica-estadounidense retirada del cine, la televisión y el teatro, cuya carrera duró casi cuatro décadas.

## Primeros años
Bower nació en Baden-Baden, de madre alemana y padre inglés. Vivió en Inglaterra, Viena y Montecarlo, y estudió en Inglaterra. Se trasladó a Canadá en 1953.

## Carrera
Bower tiene en su haber numerosos papeles como actriz invitada en televisión: entre 1958 y 1987, apareció en más de 90 ocasiones en programas como Ben Casey, The Fugitive, Combat!, Twelve O'Clock High, The Invaders, Mannix, Mission: Imposible (en 4 episodios), Perry Mason, The Big Valley, The Six Million Dollar Man, Kojak, Star Trek, Hogan's Heroes (en 3 papeles diferentes), Cannon, Columbo, Hawaii Five-O, The Twilight Zone y Murder, She Wrote.
En las décadas de 1970 y 1980 apareció en las películas A Death of Innocence (1971), Die Sister, Die! (1972, estrenada en 1978), Prom Night (1980), The Cowboy and the Ballerina (1984), The Evil That Men Do (1984) y Club Paradise (1986).
Actuó en tres episodios entre 1967 y 1969 de Hogan's Heroes como agente clandestina en Alemania. También coprotagonizó con Christopher Plummer y Jean Simmons la miniserie de televisión The Thorn Birds (1983) y, de 1989 a 1992, fue una habitual de la serie de televisión canadiense Neon Rider.
En 1979, Bower coprotagonizó cuatro episodios de Mutual Radio Theater.

## Vida personal
Bower estaba casada con James Francis Gill.

## Filmografía televisiva seleccionada

### Series de televisión - apariciones como invitada
| - The Unforeseen (episodio: "The Key", 1958) - Hudson's Bay (episodios: "Old Dog", "Civilization", "The Accounting" y "The Duel", 1959) - The Tab Hunter Show (episode: "Galatea", 1961) - Have Gun – Will Travel (episodio: "The Piano", 1961) - Wagon Train (episodio: "The Bruce Saybrook Story", 1961) - Thriller (episodios: "The Return of Andrew Bentley" & "Waxworks", 1961) - Alfred Hitchcock Presents (episodios: "A Woman's Help", 1961; "The Silk Petticoat", 1962) - Combat! (episodio: "The Battle of the Roses", 1963) - The Twilight Zone (episodio: "Probe 7, Over and Out", 1963) - Perry Mason (episodios: "The Case of the Ancient Romeo", 1962; "The Case of the Bluffing Blast", 1963) - Twelve O'Clock High (episodios: "The Suspected", 1964; "Faith Hope and Sergeant Aronson", 1965; “Twenty-Fifth Mission”, 1966) - The Man from U.N.C.L.E. (episodio: "The Bow-Wow Affair", 1965) - The Wild Wild West (episodio: "The Night of Sudden Death", 1965) - Ben Casey (episodios: "Journeys End in Lovers Meeting", 1965; "War of Nerves", 1965; "No More, Cried The Rooster - There Will Be Truth", 1965) - The Fugitive (episodios: "Coralee", 1966; "The Breaking of the Habit" y "The Shattered Silence", 1967) - Star Trek (episodio: "Catspaw"; 1967) - The Invaders (episodio: "Condition Red", 1967) | - The F.B.I. (episodios: "Flight Plan", 1967; "Blueprint for Betrayal", 1967; "The Traitor", 1970; "The Exchange", 1973) - Mission: Impossible (episodios: "The Slave", 1967; "Phantoms", 1970; "The Party", 1971) - Ironside (episodio: "Tagged for Murder", 1967; "Buddy, Can You Spare a Life?", 1972) - Hogan's Heroes (episodios: "Carter Turns Traitor", 1967; "Duel of Honor", 1968; "Is There a Traitor in the House?", 1969) - The Big Valley (episodio: "Deathtown", 1968) - Bonanza (episodio: "Little Girl Lost", 1968) - Mannix (episodios: "Deadfall: Part 1" and "Deadfall: Part 2", 1968; "Shadow of a Man", 1969) - Hawaii Five-O (episodio: "Six Kilos", 1969) - Get Smart (episodio: "Valerie of the Dolls", 1969) - The Whiteoaks of Jalna (4 episodios, 1972) - Hawkins (episodio: "Death and the Maiden," 1973) - The Starlost (episodio: "The Beehive", 1973) - Columbo (episodio: "Negative Reaction", 1974) - Cannon (episodio: "Point After Death," 1974) - The Six Million Dollar Man (episodio: "A Bionic Christmas Carol", 1976) - Kojak (episodio: "Photo Must Credit Joe Paxton", 1978) - Hart to Hart (episodio: "On a Bed of Harts", 1982) - Bring 'Em Back Alive (episodio: "The Pied Piper", 1982) - The Thorn Birds (2 episodios, 1983) - Murder, She Wrote (episodio: "If It's Thursday, It Must Be Beverly", 1987) |

### Series de televisión - apariciones regulares
- Neon Rider (42 episodios, 1989–92)

### Apariciones en telefilme
- The Scorpio Letters (1967)
- The Sunshine Patriot (1968)
- See The Man Run (1971)
- A Death of Innocence (1971)
- First, You Cry (1978)
- The Cowboy and the Ballerina (1984)

### Apariciones en cine
- Mutiny on the Bounty (1962 - uncredited)
- The Mephisto Waltz (1971 - uncredited)
- Superbeast (1972)
- Die Sister, Die! (1972 - not released until 1978)
- Prom Night (1980)
- Blood Song (1982)
- Time Walker (1982)
- The Evil That Men Do (1984)
- Club Paradise (1986)